# Alphonse III d'Elbène
Pour les articles homonymes, voir Alphonse d'Elbène et Elbène.
Alphonse III d'Elbène (ou Delbène) est un prélat catholique français né vers 1600 et mort le 20 mai 1665.

## Biographie
Alphonse d'Elbène est le fils de Pierre d'Elbène, seigneur de Villeceau, et d'Anne d'Elbène sa cousine. Il est le neveu d'Alphonse II d'Elbène, évêque d'Albi et son frère cadet Barthélemy est évêque d'Agen. 
Alphonse d'Elbène effectue ses études à Paris et à Toulouse et obtient un doctorat en droit canon. Il obtient en commende l'abbaye de Maizières dans le diocèse de Chalon vers 1609 à la suite de la mort de l'évêque Alphonse d'Elbène, son grand-oncle, et devient également prévôt de Saint-Selve d'Albi. Il sert ensuite comme vicaire général de l'évêque de Rieux dans l'archidiocèse d'Auch. Il est ordonné prêtre en mars 1646 avant d'être nommé évêque d'Orléans le 4 mai 1646. Il est confirmé le 21 janvier 1647 et consacré le 27 mai suivant. On doit à Alphonse d'Elbène les statuts synodaux du diocèse d'Orléans, publiés en 1664. Il meurt le 20 mai 1665.

## Publications
Lettre pastorale de Mgr. Alfonse Delbene, évêque d'Orléans à son clergé contre le livre intitulé "Apologie pour les casuistes contre les calomnies des Iansénistes", 4 juin 1658.